# 小行星2488
小行星2488（2488 Bryan）是一颗绕太阳运转的小行星，为主小行星带小行星。该小行星于1952年10月23日发现。
該小行星以印第安納大學校長威廉·羅威·布萊恩命名。

## 轨道参数
小行星2488的轨道半长轴为2.2638164 UA，离心率为0.224。